# Хочу тримати тебе за руку
Хочу тримати тебе за руку — комедійний фільм 1978 року.

## Сюжет
1964 рік, розквіт бітломанії. Знаменита ліверпульська четвірка вперше прилітає в США. Три подруги — імпульсивна бітломанка Роузі Петрофскі, фотокореспондентка Грейс Корриген, що мріє сфотографувати Бітлз, а також байдужа до музики Пем Мітчелл умовили знайомого роззяву Ларрі Дюбуа «запозичити» батьківський лімузин і вирушити до Нью-Йорка, на телешоу Еда Саллівана, де Бітлз дадуть перший концерт на території Сполучених Штатів. На шляху до них приєднуються активістка-противниця бітломанії Дженіс Голдмен і хуліган-шибайголова Тоні Смерко, що нишком задумав зірвати виступ групи. Прибувши в Нью-Йорк, різношерста компанія розбрідається хто куди — хто на пошуки квитків, а хто й на пошуки самих Бітлз, що поселилися в готель.